# Mrs. Ples
Mrs Ples, repertorio STS 5, è il fossile di un cranio di un esemplare della specie Australopithecus africanus, scoperto a Sterkfontein in Sudafrica, da Robert Broom e John T. Robinson nel 1947, che si stima abbia 2,5 milioni di anni.

## Descrizione
Essendo uno degli esemplari meglio conservati, Sts 5 offre diverse informazioni sulla morfologia dell'Australopithecus africanus. A differenza dell'Australopithecus afarensis che ha una capacità endocranica di circa 461 cc, il cranio di Mrs Ples ha una capacità di circa 485 cc. Dalla forma della mascella si pensa che il volto fosse meno prognatico rispetto all'afarensis, mentre il foro occipitale posizionato in avanti, similmente a quello degli esseri umani moderni, è un indicatore del bipedismo.
Inizialmente si pensò che il cranio appartenesse ad un esemplare di giovane femmina, ma successivamente fu attribuito ad un esemplare maschio di Australopithecus, anche se tuttora non c'è completa concordanza tra gli studiosi sul suo genere .